# Game Off

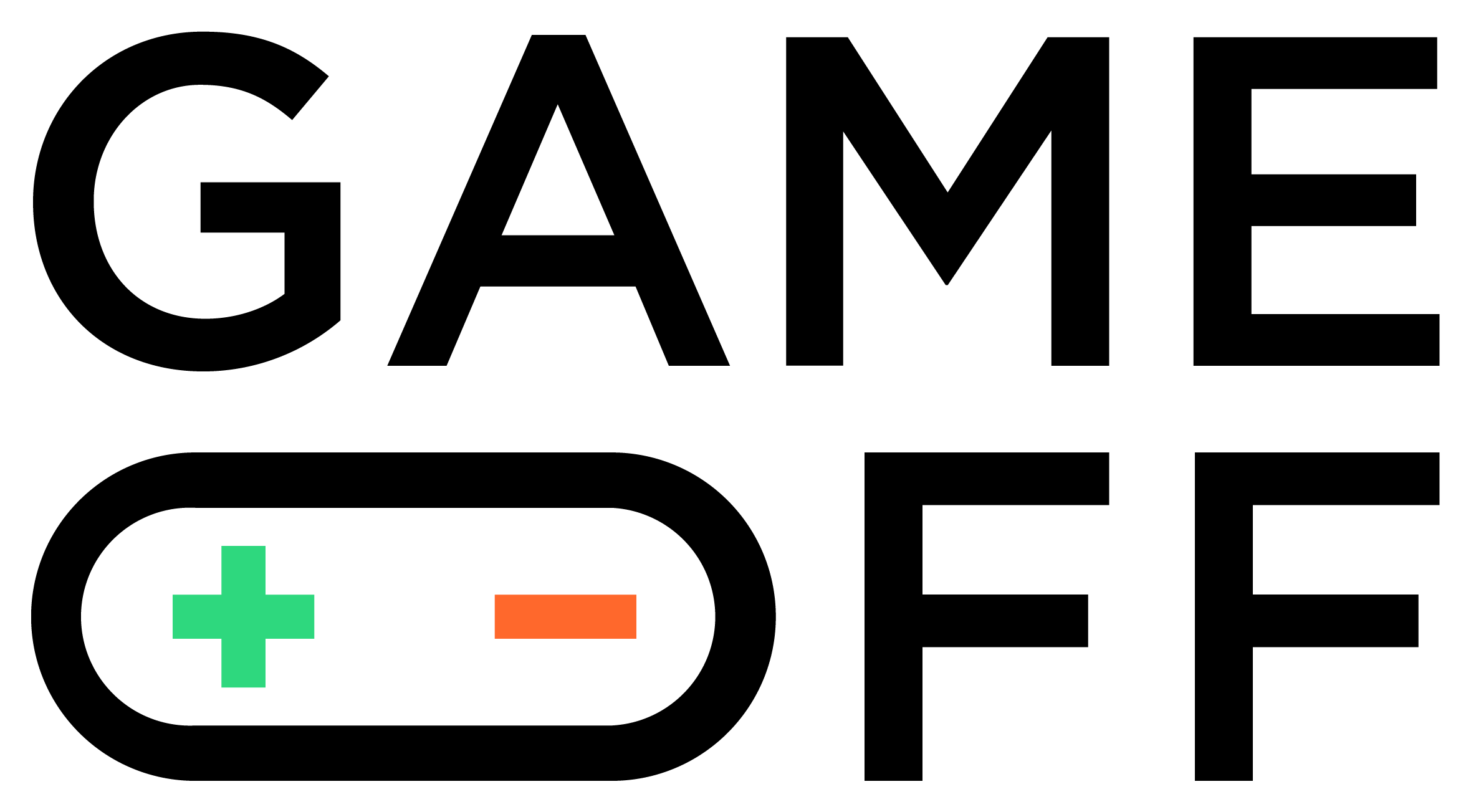
Logo-ul Game Off.

Game Off este un Game jam⁠(d) anual creat de Lee Reilly în 2012 și sponsorizat de GitHub care celebrează sursa deschisă. Participanților li se oferă întreaga lună noiembrie pentru a construi un joc bazat pe o temă – individual sau ca o echipă. Inspirat de Global Game Jam⁠(d), încurajează dezvoltarea jocurilor în colaborare și promovează utilizarea și partajarea software-ului cu sursă deschisă.

## Proprietatea intelectuală și licențiere
Utilizarea codului sursă deschis și a activelor disponibile gratuit este încurajată, dar nu este o cerință strictă. Participanții trebuie să partajeze codul într-un depozit public GitHub, dar creatorii dețin proprietatea intelectuală și pot licenția codul după cum doresc. De exemplu, câștigătorul general al Game Off V a fost Daemon vs. Demon, un joc construit cu motorul de joc cu sursă deschisă Godot, cu sursa licențiată sub licența MIT și unele active puse la dispoziție sub licențe CC-BY-NC 4.0.

## Teme trecute
| Game Off   | Temă                                               |
| ---------- | -------------------------------------------------- |
| I (2012)   | Bifurcare, ramificare, clonare, împingere, tragere |
| II (2013)  | Schimbare                                          |
| III (2015) | „Jocul s-a schimbat”                               |
| IV (2016)  | Hacking, modificare și/sau creștere                |
| V (2017)   | Revenire                                           |
| VI (2018)  | Hibrid                                             |
| VII (2019) | Salturi și limite                                  |
| IX (2020)  | MOONSHOT                                           |

## Structura competiției
Game Off I și II au cerut participanților să „furcăze” un depozit de cod sursă GitHub gol. Multe alte jocuri și hackaton-uri au adoptat această abordare, de exemplu Premiul Cloud al Netflix și Campionatul Juju Charm de la Canonical.
Game Off III le-a cerut participanților să aleagă o intrare de game jam cu sursă deschisă existentă pentru a o furca ca punct de plecare.
Game Off IV a permis participanților să înceapă cu un nou depozit.
Game Off V a fost găzduit pe itch.io și a fost recunoscut al 2-lea cel mai popular game jam după numărul de participanți și al 5-lea ca popular după numărul de trimiteri în recenzia lor anuală.
Game Off VI a fost găzduit și pe itch.io. Câștigătorul general a fost jocul Singularity . Au fost 329 de trimiteri reușite.